# Tichon Jurkin
Tichon Aleksandrowicz Jurkin (ros. Ти́хон Алекса́ндрович Юркин, ur. 29 czerwca 1898 w Moskwie, zm. 19 sierpnia 1986 tamże) – radziecki działacz partyjny.

## Życiorys
W 1915 wstąpił do SDPRR(b), od stycznia do listopada 1917 służył w rosyjskiej armii, od grudnia 1917 do lutego 1919 pracował w fabryce w Petersburgu i Moskwie, od lutego do czerwca 1919 był w oddziale aprowizacyjnym w guberni woroneskiej. Od września 1919 do lutego 1920 kierował gubernialnym wojskowym biurem aprowizacyjnym w Samarze, od lutego 1920 do marca 1921 kierował pododdziałem wydziału Ludowego Komisariatu ds. Żywności RFSRR, od marca 1921 do czerwca 1922 był szefem Zarządu Organizacyjnego Ludowego Komisariatu Rolnictwa RFSRR, później zarządzał sowchozem w Kraju Północno-Kaukaskim. Od maja 1938 do stycznia 1920 był dyrektorem sowchozu zbożowego "Gigant" w Kraju Północno-Kaukaskim, potem przewodniczącym Zarządu Wszechzwiązkowej Rady Spółdzielni Rolniczych ZSRR i RFSRR, od 13 lipca 1930 do 10 marca 1939 był zastępcą członka KC WKP(b), a 1931-1932 przewodniczącym Zjednoczenia Trustów Związkowych Ludowego Komisariatu Rolnictwa ZSRR. Od lutego 1931 do października 1932 zajmował stanowisko zastępcy ludowego komisarza rolnictwa ZSRR, a od 1 października 1932 do 4 kwietnia 1934 ludowego komisarza sowchozów zbożowych i hodowlanych ZSRR, od 4 kwietnia 1934 do października 1936 był I zastępcą ludowego komisarza sowchozów zbożowych i hodowlanych ZSRR, a od 19 października 1936 do sierpnia 1937 ponownie ludowym komisarzem sowchozów zbożowych i hodowlanych ZSRR.
Od listopada 1938 do lutego 1939 był w rezerwie KC WKP(b), jednak uniknął represji podczas wielkiej czystki. Od lutego 1939 do marca 1943 był dyrektorem Sowchozu im. 1 Maja w obwodzie moskiewskim, od marca 1943 do marca 1946 szefem Wydziału Gospodarki Rolnej Ludowego Komisariatu Przemysłu Spożywczego ZSRR, od marca 1946 do marca 1949 członkiem Kolegium Ministerstwa Przemysłu Spożywczego ZSRR, a od marca 1946 do października 1952 członkiem Kolegium Ministerstwa Przemysłu Mięsnego i Mleczarskiego ZSRR. W 1948 ukończył eksternistycznie technikum rolnicze w Kupiańsku, od października 1952 do marca 1953 ponownie był członkiem Kolegium Ministerstwa Przemysłu Mięsnego i Mleczarskiego ZSRR, od sierpnia 1953 do lutego 1954 zastępcą ministra gospodarki rolnej RFSRR, a od 27 lutego 1954 do 29 maja 1957 ministrem sowchozów RFSRR. Od 25 lutego 1956 do 17 października 1961 był zastępcą członka KC KPZR, 1957–1959 zastępcą ministra, a od 1959 do sierpnia 1960 I zastępcą ministra gospodarki rolnej RFSRR. Od 5 września 1960 do 24 marca 1962 pełnił funkcję ministra produktów zbożowych/zapasów RFSRR, a od kwietnia 1962 do 1984 doradcy przy Radzie Ministrów RFSRR, następnie przeszedł na emeryturę. Był członkiem Centralnego Komitetu Wykonawczego (CIK) ZSRR, w tym 1931–1935 kandydatem na członka Prezydium CIK ZSRR, a 1937-1946 deputowanym do Rady Najwyższej ZSRR 1 kadencji. Pochowany na Cmentarzu Kuncewskim.

## Odznaczenia
- Order Lenina (czterokrotnie)
- Order Rewolucji Październikowej
- Order Przyjaźni Narodów